# Shō Nishimura
Shō Nishimura (japanisch 西村 翔 Nishimura Shō; * 7. Juni 2001 in der Präfektur Kyoto) ist ein japanischer Fußballspieler.

## Karriere
Nishimura erlernte das Fußballspielen in der Jugendmannschaft von Gamba Osaka. Die U23-Mannschaft des Vereins spielte in der dritten Liga, der J3 League. Bereits als Jugendspieler absolvierte er sieben Drittligaspiele.